# Фальконетти, Рене-Жанна
Рене Жанна Фальконетти (фр. Renée Jeanne Falconetti, известна как Фальконетти, Мадемуазель Фальконетти, Рене Фальконетти, Мария Фальконетти; 21 июля 1892, Пантен, Сен-Сен-Дени — 12 декабря 1946, Буэнос-Айрес) — французская актриса, прославленная исполнением главной роли в фильме Карла-Теодора Дрейера «Страсти Жанны д’Арк».

## Биография
Рене Фальконетти родилась в 1892 годе недалеко от Парижа в бедной семье с корсиканскими корнями и воспитывалась монашками, которые не приветствовали её актёрские наклонности.
В 1912 году, вопреки воле семьи, прошла прослушивание и была принята в Национальную Консерваторию (класс Эжена Сильвэна, затем М-ль дю Менсиль). Одним из «кумиров» Фальконетти была Габриэль Режан.
На театральных подмостках — с 1913 года.
В 29 мая 1915 года выступила на сцене «Одеона» в чеховском «Предложении», — и получила приглашение заключить трёхгодичный контракт с театром.
В конце 1920-го играла в знаменитом «экзотическом» спектакле Гастона Бати «Самум» (по пьесе Анри-Рене Ленормана, Комеди Монтень), а через два месяца стала партнёршей Люсьена Гитри в не менее знаменитом «Комедианте» (Театр Эдуарда VII, 1921), театральной оде Саша́ Гитри своему отцу.
С 1924 года — Мадемуазель Фальконетти пансионер в труппе Комеди Франсез.
В 1926 году произвела фурор и была причислена к иконам стиля «бурных двадцатых», исполнив главную роль в инсценировке гиперскандального романа Виктора Маргерита «Холостячка» (фр. «La Garçonne», «Театр дё Пари», 12 июля). В следующем году имела успех в роли Лоренцо («Лоренцаччо», по пьесе Мюссе; Театр Монте-Карло; Театр Мадлен, 1927).
Ещё в 1917 году снялась во второстепенных ролях в фильмах Мориса дё Фероди «Клоун» и «Графиня дё Сомрив» Жоржа Денола и Жана Кемма. В 1926-м её приметил в театре К.-Т. Дрейер и предложил заглавную роль в своём будущем фильме. По воспоминаниям актрисы режиссёр при встрече тщательно осмотрел её во всех возможных освещениях и в мельчайших деталях при этом сказав, что «...ему не нужно совершенство и что мое лицо такое живое, что у него есть свой собственный микроклимат, чтобы сыграть Жанну д'Арк». Роль Жанны оказалась последней в кинематографической карьере Фальконетти: методы, использованные Дрейером, привели актрису к тяжёлому нервному срыву.
В 1929 собрала собственный театральный коллектив, выступавший на сцене «Театра дё л'Авеню» (1929—1930). Первым спектаклем её труппы стала постановка пьесы Киршона и А.Успенского «Ржавчина» («Константин Терёхин») — Мария Фальконетти (так именовала она себя с 1928 года) играла роль молодой советской женщины Нины Верганской в режиссуре известного журналиста Фернана Нозьера (фр. Fernand Nozière) и Николая Евреинова. Это была первая постановка советской пьесы во Франции.
Синтетическая актриса, в 1930-е она с равным успехом выступала в глубоко драматических ролях (Федра, Маргарита Готье, Лоренцо, Жанна д’Арк, Андромаха) и комедийных, участвовала в музыкальных варьете. Играла в спектаклях Саша Гитри, Жоржа Питоева, Луи Жуве. Ролью Андромахи в пьесе Жироду «Троянской войны не будет» Фальконетти намеревалась завершить свою сценическую карьеру, она переехала в Швейцарию, брала уроки вокального мастерства в Риме.

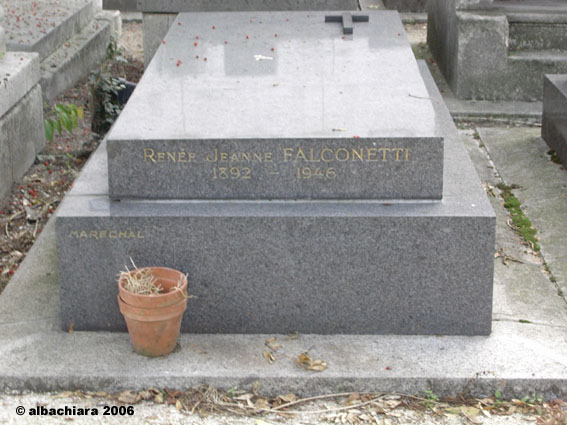
Могила Фальконетти на Кладбище Монмартр.

После германского вторжения во Францию в 1940 г., предприняла попытку перебраться с сыном в Аргентину, однако из-за проблем с визами смогла добраться до Буэнос-Айреса только в июне 1943 (через Испанию и Бразилию). В столице Аргентины, при активной дружеской поддержке Габриэлы Мистраль и финансовом содействии французских эмигрантов, она руководила любительским театром, где ставились «Залог» и «Обмен» Клоделя, «Священные чудовища» Кокто. В постановке театром «Детского карнавала», пьесы её друга Сен-Жоржа де Буэлье, с которой когда-то зачиналась её театральная слава субреток и инженю в «Одеоне», Мария Фальконетти выбрала для себя роль Матери.
Скончалась в Буэнос-Айресе утром 12 декабря 1946. Прах её был перевезён на Кладбище Монмартр.

## Оценка
Многие критики отмечают необычайную выразительность игры Фальконетти в фильме Дрейера. Режиссёр не использовал грим; в сцене перед казнью Жанны волосы актрисы действительно были острижены. Поскольку в «Страстях» режиссёр постоянно использовал крупные планы, создавалось особое, интимное взаимодействие между актрисой и зрителем; лицо Фальконетти-Жанны всё время находилось в кадре, зритель наблюдал не только страдания героини, но и самой исполнительницы, прошедшей через полтора года мучительных съёмок.
«Гениальная простота игры Фальконетти потрясала зрителей. Актриса настолько вошла в свою роль, что в кадрах истязаний Жанны д’Арк впадала в обморочное состояние, представляя себе мысленно боль, причиняемую орудиями пыток. Она плакала во время съёмок допроса без всякого принуждения со стороны режиссёра — только потому, что жила внутренней жизнью своей героини».
По словам кинокритика Полин Кейл, работа Фальконетти в фильме Дрейера — «возможно, самая лучшая актёрская игра, когда-либо заснятая на плёнку».

## Роли в театре
- 1915, 29 мая: Наталья Степановна — «Предложение» / «La demande en mariage», по пьесе-шутке А. П. Чехова, — «Одеон»
- 1916: Сара Дункан — «Карл II и Бэкингем» / «Charles II et Buckingham», по пьесе Дюма-отца, — «Одеон»
- 1916: «Гретхен» / «Gretchen», по пьесе[англ.] У. Ш. Гильберта, — «Одеон»
- 1916: Розина — «Севильский цирюльник» / «Le Barbier de Séville», по пьесе Бомарше, — «Одеон»
- 1916: «Добрая мать» / «La Bonne Mère», по пьесе Ж.-П.Флориана, — «Одеон»
- 1916: «Великие барышни» / «Les Grandes Demoiselles», по пьесе Э.Гондине, — «Одеон»
- 1916: Виветта — «Арлезианка» / «L’Arlésienne», по пьесе[англ.] А.Доде, — «Одеон»
- 1916: Элен — «Детский карнавал» / «Le Carnaval des enfants», по пьесе Сен-Жоржа де Буэлье[фр.], — «Одеон»[13]
- 1917: Луиза — «Две сироты» / «Les Deux Orphelines», по пьесе[фр.] Дэннери и Кормона, — «Одеон»
- 1917: Делия, — «Три султана» / «Les Trois sultanes», по комедии Фавара, — «Одеон»[14]
- 1917: «Искательница остроумия» / «La Chercheuse d’esprit», по пьесе Фавара, — «Одеон»
- 1917: «Прекрасная роль» / «Le Joli Rôle», по комедии Раймона Жанти (фр. Raymond Genty), — «Одеон»
- 1917: «Улыбка» / «La Souris», по пьесе Эдуарда Пайерона, — «Одеон»
- 1917: «Дело о ядах» / «L’Affaire des poisons», по пьесе Сарду, — «Одеон»
- 1917: Соланж — «Шуты» / «Les Bouffons», по пьесе Мигеля Замакоиса[фр.], — «Одеон»[15]
- 1918: «Свадьба Викторины» / «Le Mariage de Victorine», по пьесе Жорж Санд, — «Одеон»
- 1918: «Анетта и Любен» / «Annette et Lubin», по комической опере[фр.] Фавара, — «Одеон»
- 1919, 7 февраля: Мари — «Жизнь женщины» / «La Vie d’une femme», по пьесе Сен-Жоржа де Буэлье[фр.],— «Одеон»
- 1919: «В садах Мурсии» / «Aux jardins de Murcie», по пьесе Хосе Фелиу[исп.], — Театр Антуана[фр.]
- 1920, 28 января: Клер Лезуёр — «Пленница» / «La Captive», по пьесе Шарля Мере[фр.], — Театр Антуана
- 1920, 12 мая: Арлетт — «Слабая женщина» / «Une faible femme», по комедии Жака Деваля[фр.], — «Театр Фемина́»[фр.]
- 1920, 21 декабря: Клотильда Лоранси — «Самум» / «Simoun», по пьесе Анри-Рене Ленормана[фр.], реж. Гастон Бати, — Комеди Монтень
- 1921, 21 января: Жаклин Майяр, — «Комедиант» / «Le Comédien», по пьесе[фр.] Саша́ Гитри, реж. Саша́ Гитри — Театр Эдуарда VII[фр.]
- 1921, 9 июня: Бланш Меран — «Le feu qui reprend mal», по пьесе Жан-Жака Бернара[фр.], реж. Александр Аркийер — Театр Антуана
- 1922, 10 февраля: Жанна Буляр — «Плоть человеческая» / «La Chair humaine», по пьесе Анри Батайя[фр.]*, — «Водевиль»[фр.]
- 1922: 22 сентября: Луиза — «Адвокат» / «L’Avocat», по комедии Эжена Бриё, реж. Виктор Сильвестр (фр. Victor Silvestre), — «Водевиль»
- 1923: Шарли — «Шарли» / «Charly», — Театр Мишеля[фр.]
- 1923: «Пропащая» / «La Fille perdue», по пьесе Клода Ане[фр.], — «Театр дез Ар»
- 1924 2 февраля: Виветта Аргдьё — «Возлюбленный» / «Le Bien-Aimé», по пьесе Жака Деваля[фр.], — Театр «Ренессанс»[фр.]
- 1924, 7 апреля: «La Féerie amoureuse», по пьесе Сен-Жоржа де Буэлье[фр.], — Театр «Нувель-Амбигю»[фр.]
- 1924: Розина — «Севильский цирюльник» / «Le Barbier de Séville», по пьесе Бомарше, — Комеди Франсез
- 1924: «Мнимый рогоносец» / «Le Cocu imaginaire», по пьесе Мольера, — Комеди Франсез
- 1924: «Влюблённая» / «Amoureuse», по пьесе Жоржа дё Порто-Риша, — Комеди Франсез
- 1925, 12 января: Беттина — «Беттина» / «Bettine», по пьесе Мюссе, — Комеди Франсез
- 1925: Шарли — «Шарли» / «Charly», — «Театр дё л'Этуаль»[фр.]
- 1925, 25 сентября: Аннетт — «Фальшивка» / «Simili», по пьесе Клода Роже-Маркса[фр.], реж. Эдмон Роз[фр.], — Театр Вьё Коломбье
- 1926, 12 июля: Моника Лербье, «холостячка» — «Холостячка» / «La Garçonne», по роману Виктора Маргерита, — «Театр дё Пари»[фр.]
- 1927: Лоренцо — «Лоренцаччо» / «Lorenzaccio», по пьесе[фр.] Мюссе, реж. Рене Блюм, — Театр Монте-Карло (фр. Théâtre de Monte-Carlo); Театр Мадлен[фр.]
- 1927, 29 ноября: Мишлин — «Миш» / «Miche», по пьесе Этьена Рея (фр. Etienne Rey), — ? Театр Монте-Карло
- 1928: Маргарита Готье — «Дама с камелиями» / «Dame aux camelias», по пьесе Дюма-сына, — Театр Сары Бернар[фр.]
- 1928, 28 мая: Пьеро-сын — «Блудный сын» / «L’Enfant prodigue», пантомима Мишеля Карре-сына, — «Театр Фемина́»[фр.]
- 1928: «Песня лесов, улиц и дальних стран» (варьете) / «Chanson des bois, des rues et d’ailleurs» (Varieté), — «Театр Фемина́»
- 1929: «Эти дамы в зелёных шляпах» / «Ces dames aux chapeaux verts», по комедии Жермен Акрман[фр.], — Театр Сары Бернар[фр.]
- 1929, 22 ноября: Нина Верганская — «Ржавчина» («Константин Терёхин») / «La Rouille», по пьесе Владимира Киршона и Андрея Успенского (адаптация Фернана Нозьера и J.-Wladimir’а Бинштока), реж. Фернан Нозьер и Николай Евреинов, — «Театр дё л'Авеню»[фр.]
- 1929: Жюльетта — «Жюльетта, или Ключ к сновидениям» / «Juliette ou la clé des songes», по пьесе Жоржа Невё[фр.], — «Театр дё л’Авеню»
- 1929, февраль: Марианна — «Капризы Марианны» / «Les Caprices de Marianne», по пьесе Мюссе, — «Театр дё л’Авеню»
- 1930: Федра — «Федра» / «Phèdre», по пьесе Расина, — «Театр дё л’Авеню»
- 1930, апрель: «В садах Мурсии» / «Aux jardins de Murcie», по пьесе Хосе Фелиу[исп.], — «Театр дё л’Авеню»
- 1930, май: «Диверисмент» (варьете) / «Divertissement» (Varieté), — «Театр дё л’Авеню»
- 1931: Маргарита Готье — «Дама с камелиями» / «Dame aux camelias», по пьесе Дюма-сына, — Театр Сары Бернар[фр.]
- 1931: Мари — «Жизнь женщины» / «La Vie d’une femme», по пьесе Сен-Жоржа де Буэлье[фр.], — «Одеон»
- 1932: Лоренцо — «Лоренцаччо» / «Lorenzaccio», по пьесе Мюссе, — «Одеон»
- 1934: Жанна д’Арк — «Жанна д’Арк» / «Jeanne d’Arc», по пьесе Сен-Жоржа де Буэлье[фр.], — «Одеон»
- 1935, 30 апреля: «Существо» / «La Créature», по пьесе Фердинанда Брукнера, реж. Жорж Питоев, — Театр Матюрен[фр.]
- 1935, 22 ноября: Андромаха — «Троянской войны не будет» / «La guerre de Troie n’aura pas lieu», по пьесе Жана Жироду, реж. Луи Жуве, — Театр «Атеней»[фр.][16]
- 1937: Андромаха — «Троянской войны не будет», — Театр «Атеней»[фр.][16]

## Фильмография
- 1917 : Клоун / Le Clown — Alice Barnave
- 1917 : Графиня дё Сомрив / La Comtesse de Somerive
- 1927 : Страсти Жанны д'Арк / La Passion de Jeanne d’Arc — Жанна д'Арк